# Jeffrey Dean Morgan

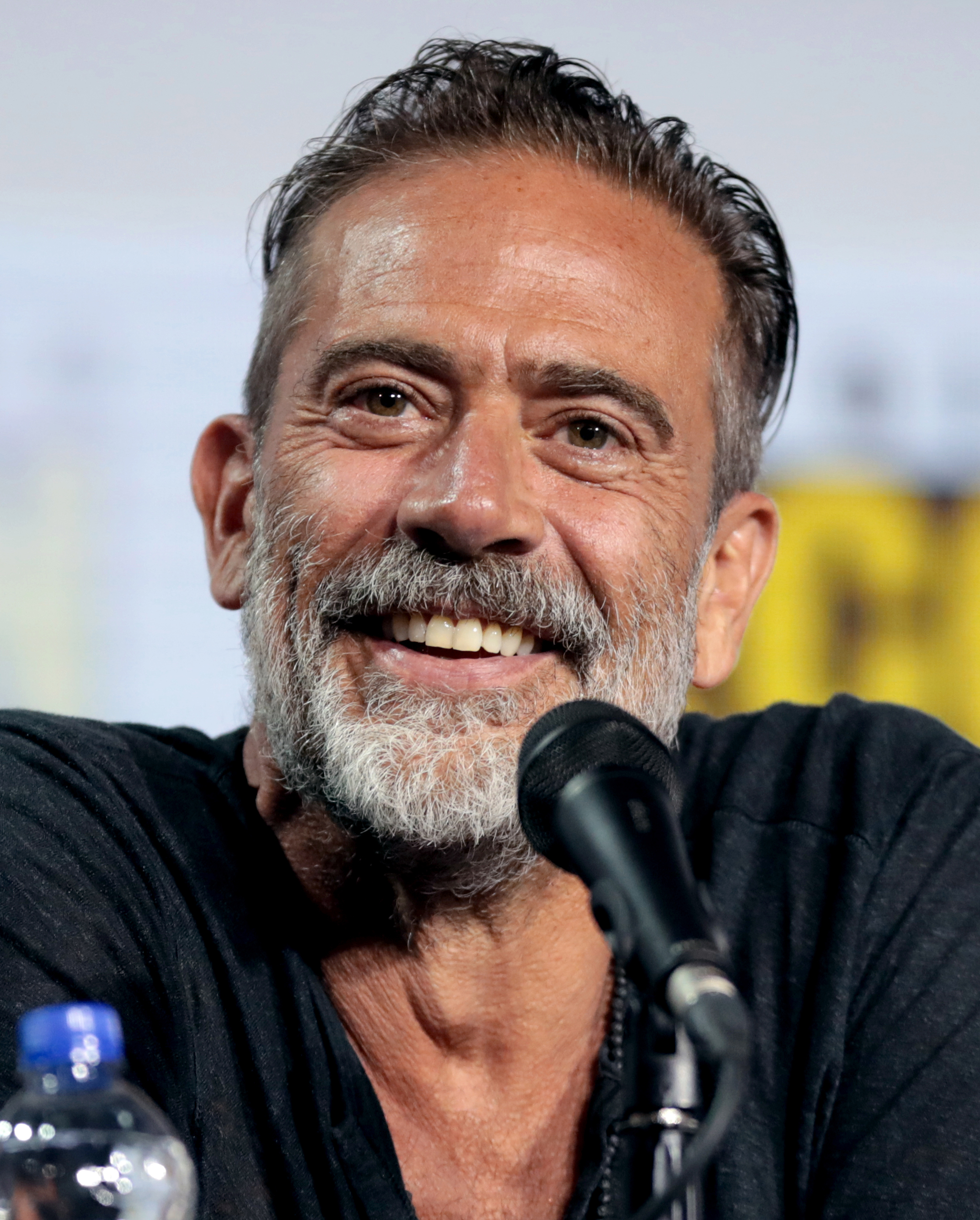
Jeffrey Dean Morgan auf der Comic-Con 2019

Jeffrey Dean Morgan (* 22. April 1966 in Seattle, Washington) ist ein US-amerikanischer Schauspieler.

## Leben
Jeffrey Dean Morgan, der schottische Wurzeln hat, wuchs in seiner Geburtsstadt Seattle auf und besuchte dort die Ben Franklin Elementary School, gefolgt von der Rose Hill Junior High. 1984 machte er dann schließlich seinen Abschluss an der Lake Washington High School. Zusätzlich spielte er während seiner High-School-Zeit Football und Basketball. Danach begann Morgan ein Studium an dem Skagit Valley College, welches er jedoch abbrach, nachdem er sich eine Verletzung zugezogen hatte. Als Kind wollte er Basketballprofi werden, konnte aber wegen seiner Verletzung diesen Traum nicht verwirklichen. Er verließ die Schule, um seinen damaligen anderen Interessen zu folgen: Malen und Schreiben. Nebenbei arbeitete er als Grafiker, um sich seinen Lebensunterhalt zu verdienen.
Zur Schauspielerei kam er durch seinen Umzug von Seattle nach Los Angeles. Heute ist er durch Rollen in den Serien Grey’s Anatomy, Supernatural und Weeds – Kleine Deals unter Nachbarn bekannt. Im Jahr 2007 spielte er neben Hilary Swank in der Verfilmung von Cecelia Aherns Roman P.S. Ich liebe Dich, 2008 neben Uma Thurman in Zufällig verheiratet. Außerdem war er 2009 als The Comedian im Superhelden-Film Watchmen – Die Wächter auf der Kinoleinwand zu sehen. Von 2015 bis 2016 hatte er eine Hauptrolle in der siebten und letzten Staffel der Serie Good Wife. Von 2016 bis 2022 spielte er „Negan“ in der Serie The Walking Dead. Am Ende der sechsten Staffel der Serie hatte er erstmals einen Gastauftritt, ab Staffel sieben mimte er den Antagonisten. 2016 war Morgan in der Comic-Verfilmung Batman v Superman: Dawn of Justice als Thomas Wayne, der Vater der Hauptfigur, zu sehen. 
Im Frühjahr 2008 war Morgan kurzzeitig mit der Schauspielerin Mary-Louise Parker verlobt. Seit Anfang 2009 ist er mit der aus One Tree Hill bekannten Schauspielerin Hilarie Burton liiert. Im März 2010 kam ihr gemeinsamer Sohn zur Welt. Im Februar 2018 wurde ihr zweites Kind, eine Tochter geboren. Für Jeffrey Dean Morgan ist es das dritte Kind, da er bereits aus einer Beziehung mit Sherrie Rose im Jahr 2005 einen Sohn hat. Im Oktober 2019 haben Morgan und Burton geheiratet.

## Filmografie

### Kinofilme
- 1991: Angel in Red – Blutspur auf dem Sunset Strip (Uncaged)
- 1995: Dillinger und Capone (Dillinger and Capone)
- 1995: Undercover Heat
- 1997: Legal Deceit
- 1999: Road Kill
- 2003: Something More
- 2004: Six: The Mark Unleashed
- 2004: Dead & Breakfast
- 2005: Chasing Ghosts – Blutige Spuren (Chasing Ghosts)
- 2006: Jam
- 2007: Live!
- 2007: Kabluey
- 2007: P.S. Ich liebe Dich (P.S. I Love You)
- 2008: Zufällig verheiratet (The Accidental Husband)
- 2008: Days of Wrath
- 2009: Watchmen – Die Wächter (Watchmen)
- 2009: Taking Woodstock
- 2010: Jonah Hex
- 2010: The Losers
- 2010: Shanghai
- 2011: The Resident
- 2011: Texas Killing Fields – Schreiendes Land (Texas Killing Fields)
- 2011: Peace, Love & Misunderstanding
- 2012: The Courier
- 2012: Possession – Das Dunkle in dir (The Possession)
- 2012: Red Dawn
- 2014: The Salvation – Spur der Vergeltung (The Salvation)
- 2015: Die Vorsehung (Solace)
- 2015: Desierto – Tödliche Hetzjagd (Desierto)
- 2015: Die Entführung von Bus 657 (Heist)
- 2016: Batman v Superman: Dawn of Justice
- 2018: Rampage – Big Meets Bigger (Rampage)
- 2020: The Postcard Killings
- 2021: The Unholy
- 2022: The Integrity of Joseph Chambers
- 2022: Fall – Fear Reaches New Heights (Fall)

### Fernsehserien
- 1995, 2002: JAG – Im Auftrag der Ehre (JAG, 3 Episoden)
- 1996: Sliders – Das Tor in eine fremde Dimension (Sliders, Episode 2x05)
- 1996–1997: Burning Zone – Expedition Killervirus (The Burning Zone, 11 Episoden)
- 2000: Walker, Texas Ranger (Episode 9x09)
- 2001: Emergency Room – Die Notaufnahme (ER, Episode 7x15)
- 2002: Practice – Die Anwälte (The Practice, Episode 6x11)
- 2002: Angel – Jäger der Finsternis (Angel, Episode 3x12)
- 2002: Lady Cops – Knallhart weiblich (The Division, Episode 2x05)
- 2003: CSI: Vegas (CSI: Crime Scene Investigation, Episode 4x02)
- 2003: Star Trek: Enterprise (Enterprise, Episode 3x11)
- 2004: The Handler (Episode 1x14)
- 2004: Tru Calling – Schicksal reloaded! (Tru Calling, Episode 1x16)
- 2004: Monk (Episode 3x01)
- 2005: O.C., California (The O.C., Episode 2x10)
- 2005: Weeds – Kleine Deals unter Nachbarn (Weeds, 2 Episoden)
- 2005–2008, 2019: Supernatural (13 Episoden)
- 2006–2009: Grey’s Anatomy (24 Episoden)
- 2012–2013: Magic City (16 Episoden)
- 2014: Shameless (Episode 4x12)
- 2015: Extant (13 Episoden)
- 2015: The Secret Life of Marilyn Monroe (Mini-Serie, Teil 1–2)
- 2015: Texas Rising (5 Episoden)
- 2015–2016: Good Wife (The Good Wife, 19 Episoden)
- 2016–2022: The Walking Dead (63 Episoden)
- seit 2023: The Walking Dead: Dead City
- seit 2024: The Boys
- seit 2025: Invincible (Stimme)

## Auszeichnungen
Saturn Award
- 2017: Auszeichnung in der Kategorie Bester TV-Gastdarsteller in The Walking Dead
- 2018: Nominierung in der Kategorie Bester TV-Gastdarsteller in The Walking Dead
- 2019: Auszeichnung in der Kategorie Bester TV-Gastdarsteller in The Walking Dead

Critics’ Choice Television Award
- Dez. 2016: Auszeichnung in der Kategorie Bester Gastdarsteller in einer Dramaserie in The Walking Dead[5]

MTV Movie & TV Awards
- 2017: Auszeichnung in der Kategorie Bester Bösewicht in The Walking Dead
- 2017: Nominierung in der Kategorie Bester Schauspieler in einer Show in The Walking Dead